# Ingeborg-Bachmann-Preis 1994
Der Ingeborg-Bachmann-Preis 1994 war der 18. Wettbewerb um den Literaturpreis bei den Tagen der deutschsprachigen Literatur. Die Veranstaltung fand vom 22. bis 27. Juni 1994 im Klagenfurter ORF-Theater des Landesstudios Kärnten statt.

## Autoren
- Hans Ulrich Bänziger
- Bernd Cailloux
- Reto Hänny
- Josef Haslinger
- Paulus Hochgatterer
- Karina Kranhold
- Dagmar Leupold
- Stefanie Menzinger
- Klaus Modick
- Sibylle Mulot
- Heidi von Plato
- Doron Rabinovici
- Urs Richle
- Katharina Riese
- Georg Ringsgwandl
- Kathrin Röggla
- Raoul Schrott
- Frank Schulz
- Ruth Schweikert
- Andrea Simmen
- Bernd Wagner
- Andrea Worek

## Juroren
- Klaus Amann
- Verena Auffermann
- Hans Christoph Buch
- Iso Camartin
- Peter Demetz (Juryvorsitz)
- Konstanze Fliedl
- Volker Hage
- Andreas Isenschmid
- Angela Praesent
- Thomas Rothschild
- Wilfried F. Schoeller

## Preisträger
- Ingeborg-Bachmann-Preis (dotiert mit 200.000 ÖS): Reto Hänny für Guai
- Preis des Landes Kärnten (dotiert mit 100.000 ÖS): Raoul Schrott für Ludwig Höhnel – Totenheft
- Ernst-Willner-Preis (80.000 ÖS): Stefanie Menzinger für Der Gärtner, der Kater und ich
- Bertelsmann-Stipendium (dotiert mit 7.000 DM): Ruth Schweikert für Fünfzig Franken
- 3sat-Stipendium (dotiert mit 6.000 DM): Doron Rabinovici für Mullemann